# Burg Rosenstein

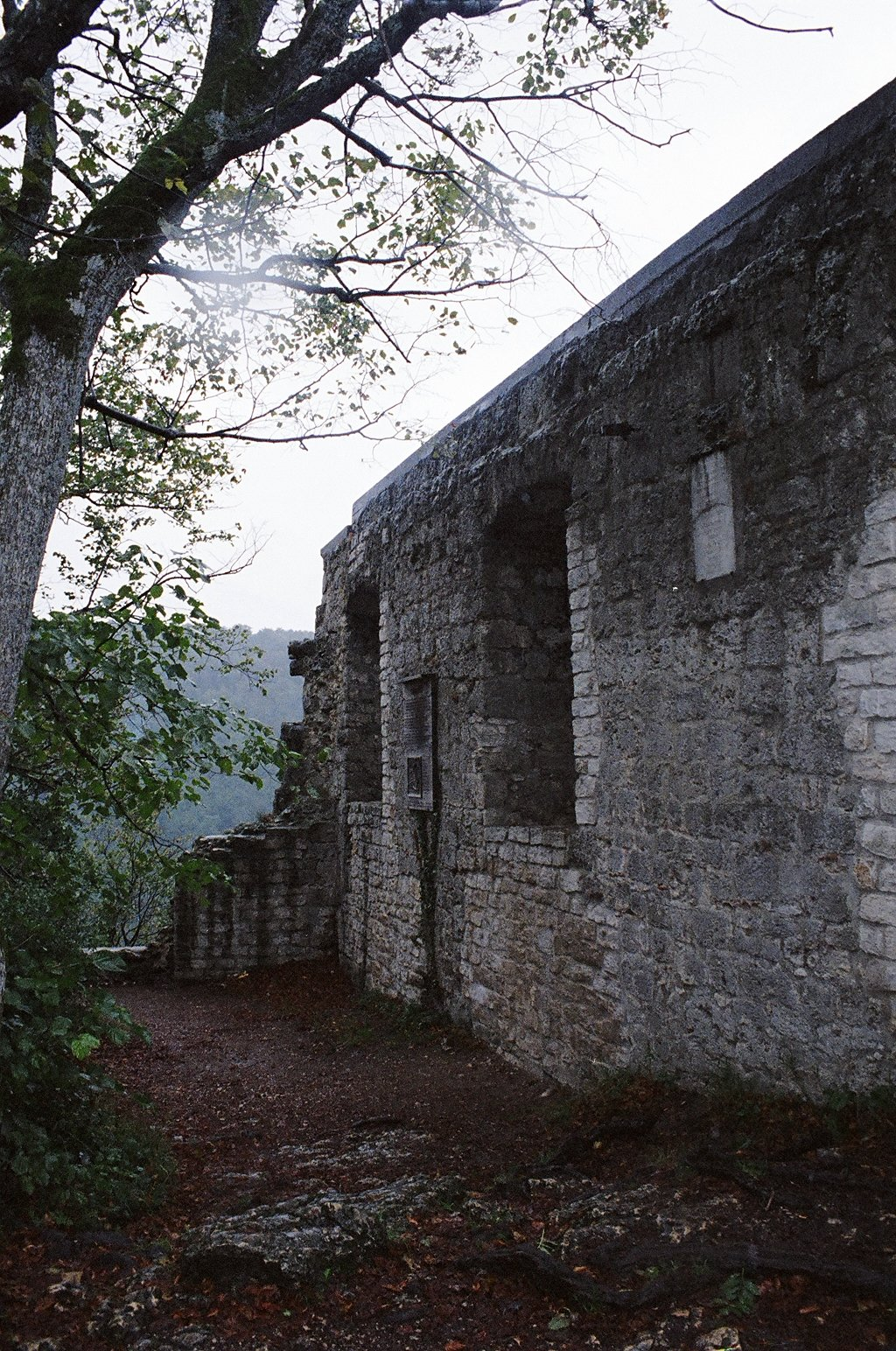
Innenansicht der Ruine Rosenstein

Die Burg Rosenstein ist die Ruine einer Höhenburg rund 1500 Meter östlich von der Stadt Heubach im Ostalbkreis in Baden-Württemberg.

## Geografische Lage
Die Ruine befindet sich in Spornlage auf rund 686 Meter über Normalnull auf dem Rosenstein über dem Westfels. Die exponierte Lage am Rande der Schwäbischen Alb auf einem Vorsprung des Albtraufs hatte von jeher große strategische Bedeutung. Die Vor- und die Hauptburg sind frei zugänglich. Unterhalb der Anlage liegt die Höhle Kleine Scheuer.

## Geschichte
In einer Urkunde des Klosters Kaisheim von 1234 wird neben anderen Personen auch ein „miles Hainricus de Hobach“ genannt. Vermutlich verließen diese Heubacher Ortsadligen Mitte des 13. Jahrhunderts den Ort, um auf dem Bergsporn oberhalb des Ortes eine Höhenburg zu errichten, was zu der damaligen Zeit einem üblichen Trend entsprach. 1282/83 wird in einer Schenkungsurkunde des Grafen Ludwig V. von Oettingen erstmals ein „Hainricus de Rosenstein“ genannt, der derselben Adelsfamilie zuzurechnen ist. Somit ist diese Urkunde die erste schriftliche Erwähnung der Burg. Die Burgherren standen erwiesenermaßen in Lehensabhängigkeit zu den Grafen von Öttingen. In den frühen Quellen wird die Burg häufig in Zusammenhang mit der 1128 erstmals bekundeten benachbarten Lauterburg erwähnt. 1338 tauchte im Gefolge der Grafschaft als Inhaber der Burg Rosenstein Albert Haugke auf, ein Mitglied der Hacken von Wöllstein – ebenfalls Gefolgsleute der Öttinger. Spätestens 1360 wurden die Burg Rosenstein und das zu diesem Zeitpunkt erstmals als Stadt ausgewiesene Heubach an Württemberg verpfändet. Nach einer Niederlage 1360 vor Schorndorf musste Eberhard II. von Württemberg aber diese Pfandschaft an Kaiser Karl IV. abtreten. Heubach erlangte somit für kurze Zeit den Status einer freien Reichsstadt. 1377 jedoch wurden die Lauterburg, die Burg Rosenstein und die Städte Aalen und Heubach für 20.000 Gulden wieder an Württemberg zurück verpfändet. 1413 wurden die Herren von Wöllwarth von Graf Eberhard III. mit Heubach, dem Rosenstein und einigen anderen Orten in der Umgebung belehnt. 1430 wurde dieses Lehensverhältnis in einen Pfandschaftsvertrag umgewandelt. 1480 veräußerte Graf Eberhard der Jüngere Heubach und den Rosenstein für 1800 fl. an die Brüder Renwarth und Jörg V. von Woellwarth unter dem Vorbehalt des Wiedererwerbs. Der Erbe Georg VII. verließ schließlich schon vor 1524 die Burg als Wohnsitz und baute in der Stadt ein „Adenlich Haus“, das heute noch existierende Schloss Heubach. Die Burg verfiel in der Folgezeit rasch, die Mauern und Gebäudereste dienten den Einwohnern von Heubach als Steinbruch. In der Gmünder Pirschkarte von 1572 ist die Burg bereits als Ruine dargestellt. Lediglich die Westwand des Palas blieb bis in die heutige Zeit erhalten.
Zu Beginn des 19. Jahrhunderts fühlten sich vor dem Hintergrund der Romantik Dichter und Sprachforscher wie Ludwig Uhland und Gustav Schwab vom Rosenstein angezogen, Landschaftsmaler wie August Seyffer fertigten Skizzen von der Ruine an. Mit dem Bau der Bahnstrecke Stuttgart-Bad Cannstatt–Nördlingen 1861 kamen zunehmend Ausflügler nach Heubach, die sich auch für den Rosenstein zu interessieren begannen. Ende der 1880er Jahre wurde auf Betreiben des Heubacher Apothekers E. Plicksburg der Verschönerungsverein ins Leben gerufen, der es sich zur Aufgabe machte, Landschaft, Höhlen und Ruine begehbar zu machen und zu pflegen. Er ging später im Schwäbischen Albverein auf. 1887 begann die Königlich Württembergische Forstverwaltung die vom Einsturz bedrohten Mauerreste zu restaurieren und befreite den Innenraum von Schutt. 1892 baute die Maschinenfabrik Esslingen im Auftrag des Schwäbischen Albvereins einen gusseisernen Steg an Stelle der ehemaligen Zugbrücke.
Heute ist die Burgruine Eigentum der Stadt Heubach. Die Ruine ist seit 1997 eine Sehenswürdigkeit an der Straße der Staufer.

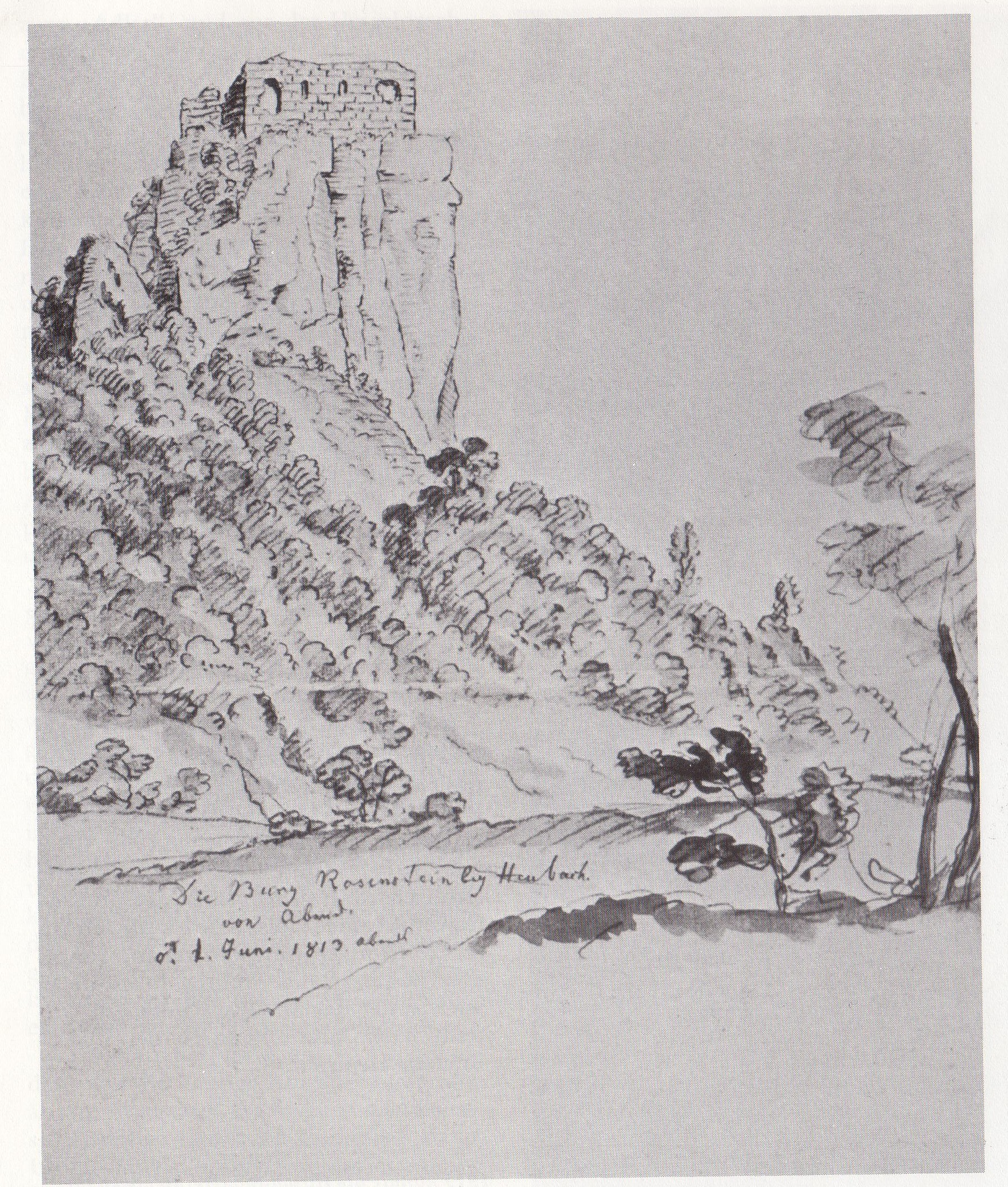
Skizze der Ruine Rosenstein von A. Seyffer, 1813
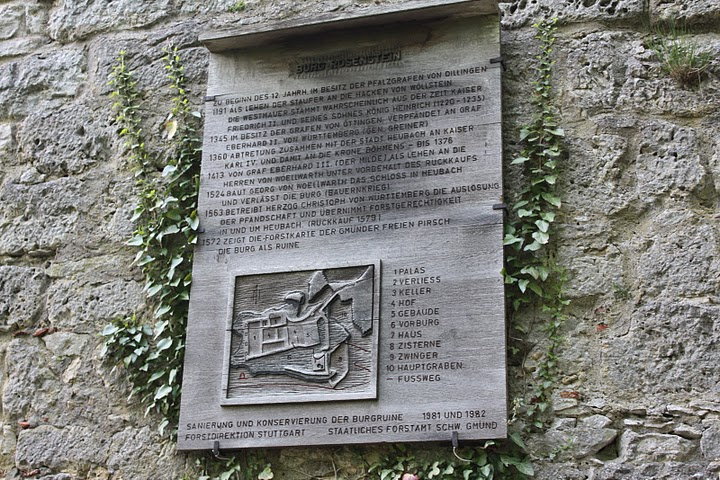
Eckdaten der Geschichte und Grundriss der Burganlage
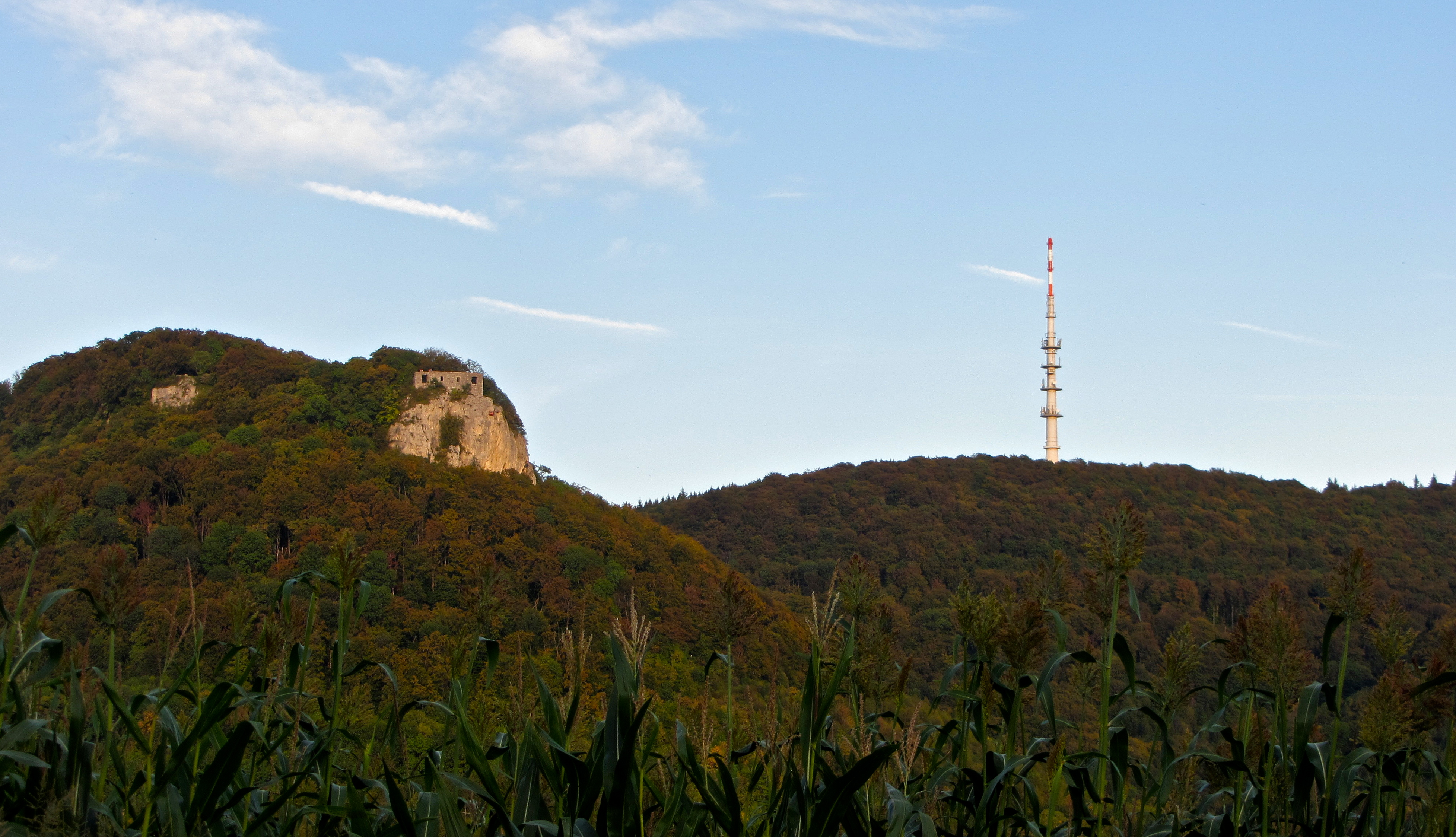
Burgruine und Fernsehturm
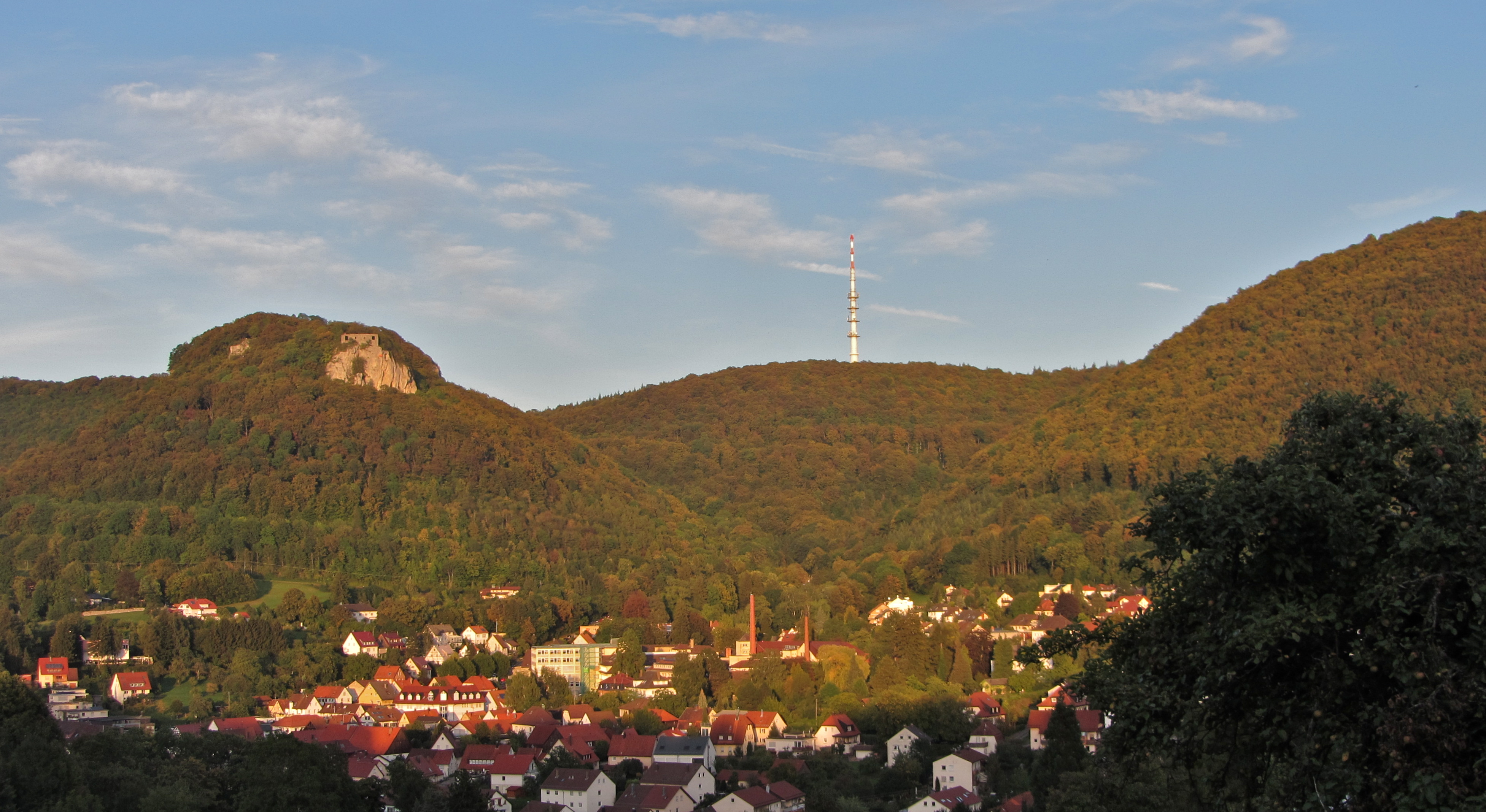
Burgruine Rosenstein, im Vordergrund die Stadt Heubach
Burgfels mit Kletterer

## Beschreibung

### Vorburg
Das ehemalige Burgareal beginnt 100 Meter westlich der Gaststätte Waldschenke in leicht abfallendem Gelände mit einem 15 Meter breiten und bis zu 4 Meter tief in den Fels geschnittenen Sohlgraben, der an einer von der Natur begünstigten Stelle den Sporn vom Plateau isoliert. Unmittelbar hinter dem Graben steigt das Gelände wieder an und bildet mit dem Lärmfelsen eine Kuppe, die das Vorgelände und die Burg deutlich überragt. Gemäß einer älteren Nachricht soll auf dem Lärmfels ein Wachturm gestanden haben, der im Gefahrenfall dazu diente, die Burgbewohner rechtzeitig zu warnen. Die an dieser Stelle noch sichtbaren Fundamente sind aber Reste eines im 19. Jahrhundert errichteten Unterstandes. Im Jahre 1887 wurden am Westrand des Grabens gemörtelte Mauerreste gefunden, die auf eine ehemalige Befestigung schließen lassen. Da das Vorgelände die Hauptburg überragt, ist anzunehmen, dass an dieser Stelle eine Vorburg errichtet wurde, in der die für die wirtschaftliche Versorgung nötigen Stallungen, Vorratsgebäude und Unterkünfte in sicherer Lage untergebracht waren.

### Hauptburg

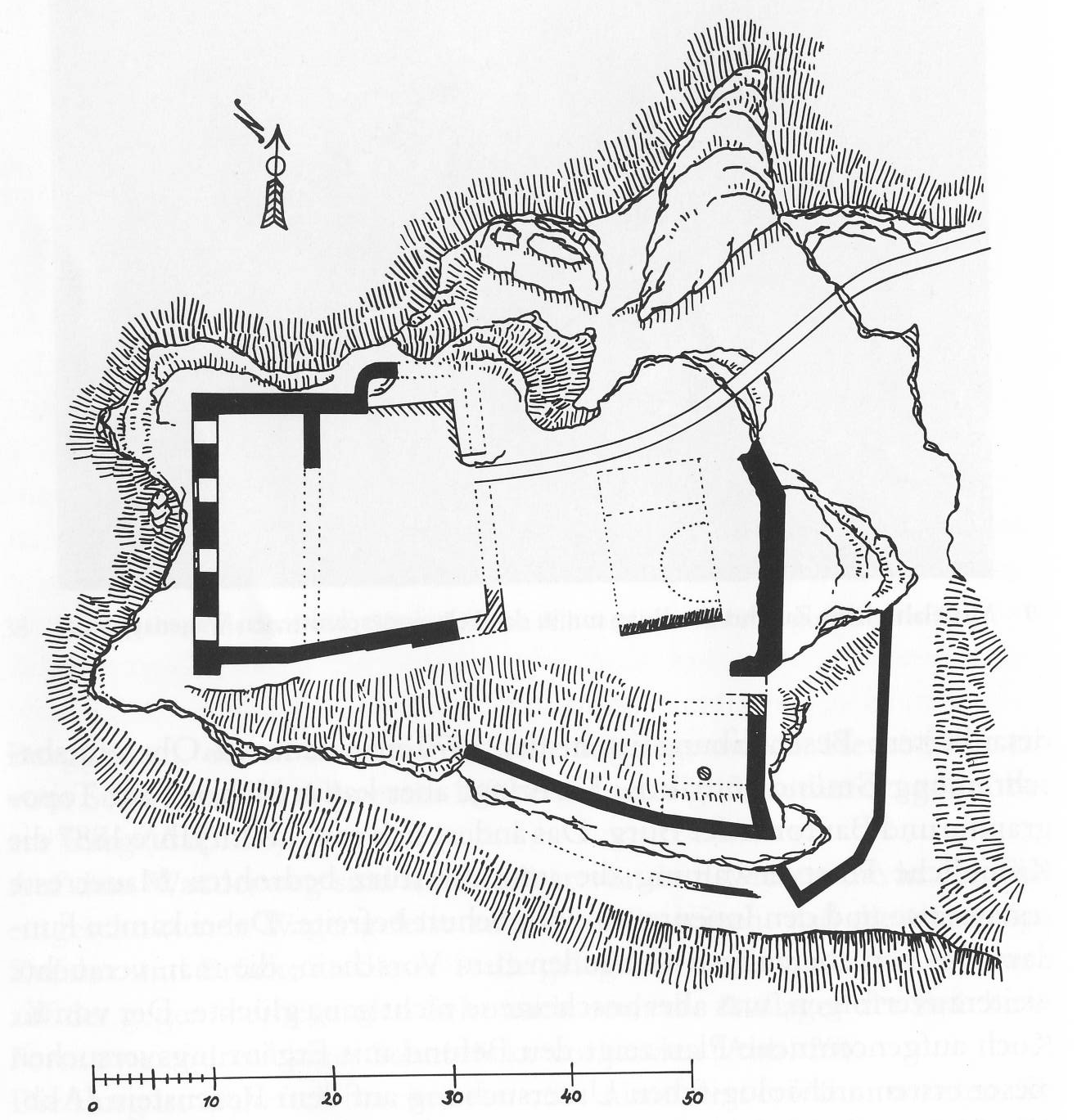
Ruine Rosenstein (Skizze)

Das zweite, entscheidende Annäherungshindernis ist der 19 bis 20 Meter tiefe und 12 Meter breite natürliche Halsgraben. Man betritt den Burgfelsen über die 1892 errichtete Eisenbrücke. Die relativ begrenzte Fläche der Hauptburg führte dazu, dass die Bebauung und befestigungstechnische Ausführung der Hauptburg auf mehrere Ebenen ausgriff: zuoberst die Kernanlage mit Palas und weiteren Gebäuden, deren Größe, Lage und Funktion weitestgehend unbekannt sind. Ein tiefer gelegenes, ebenfalls gut befestigtes Areal diente nicht nur der Sicherung einer Zisterne, sondern bot auch Möglichkeit zur Anlage weitere Gebäude. Dicht über der Grabensohle wurde ein zweiter Zugang mit Zwinger angelegt, der vermutlich zur Wasserversorgung der Burg eingerichtet wurde.
Der Palas hat eine zwei Meter starke und fünf Meter hohe Westmauer, über die vier Fenster verteilt sind. Besonders schön erhalten ist das zweite von links, das durch einen Pfeiler getrennt ist. Die Leibungen der beiden Fensteröffnungen sind rundum mit einem filigranen Falz versehen. Möglicherweise wurden sie nicht mit einfachen hölzernen Fensterläden verschlossen, sondern mit bleiverglasten Fenstern, wie sie auch in Kirchen des 13. Jahrhunderts bereits üblich waren. An der Außenseite ist die Westmauer mit Buckelquadern und dazwischen glatt behauenen Tuffsteinen verblendet. Noch schönere Buckelquader hat die schwer zugängliche Nordwand.

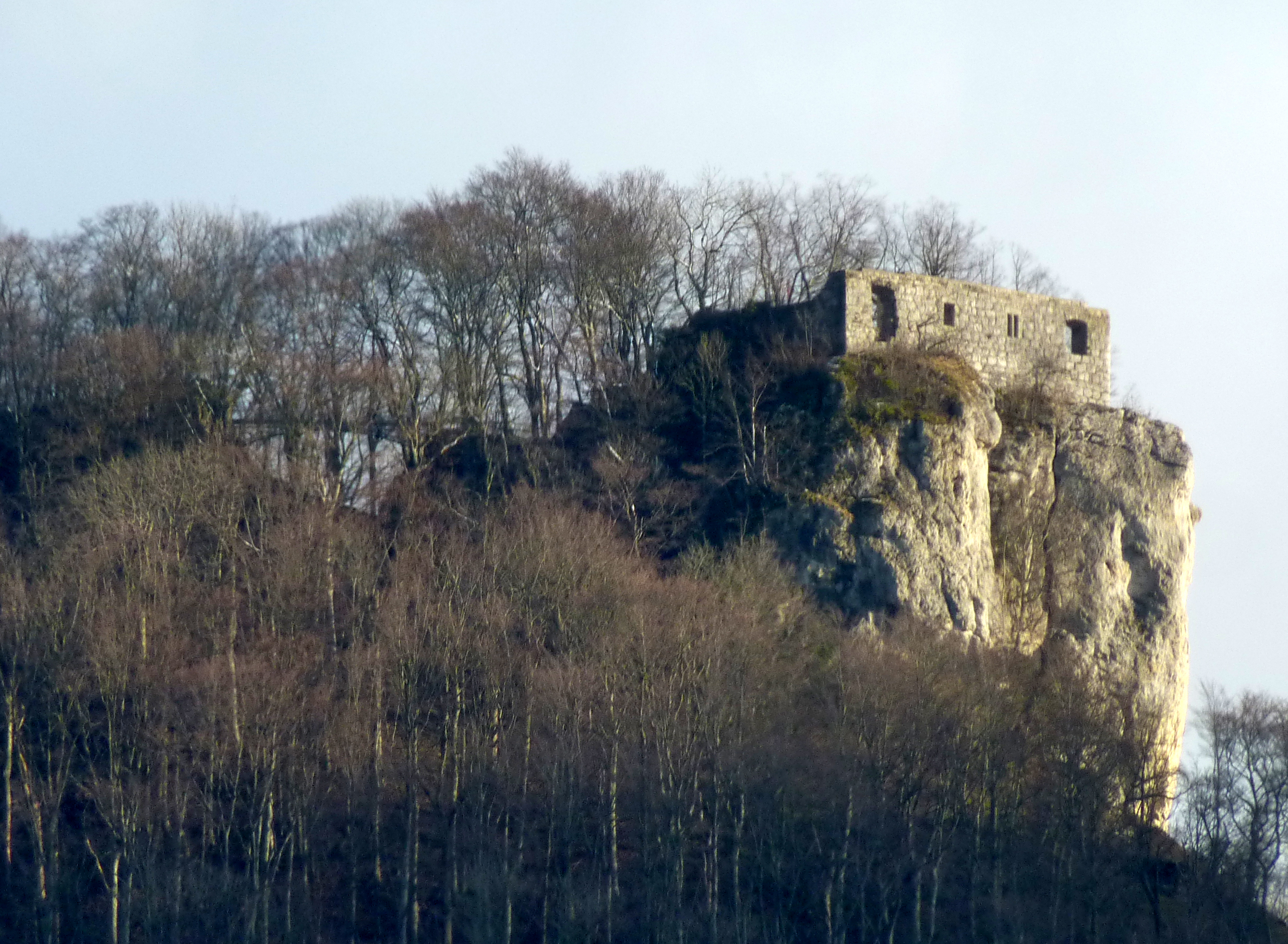
Nur im Winter ohne Laub erkennt man deutlich die Spornlage mit dem natürlichen Halsgraben
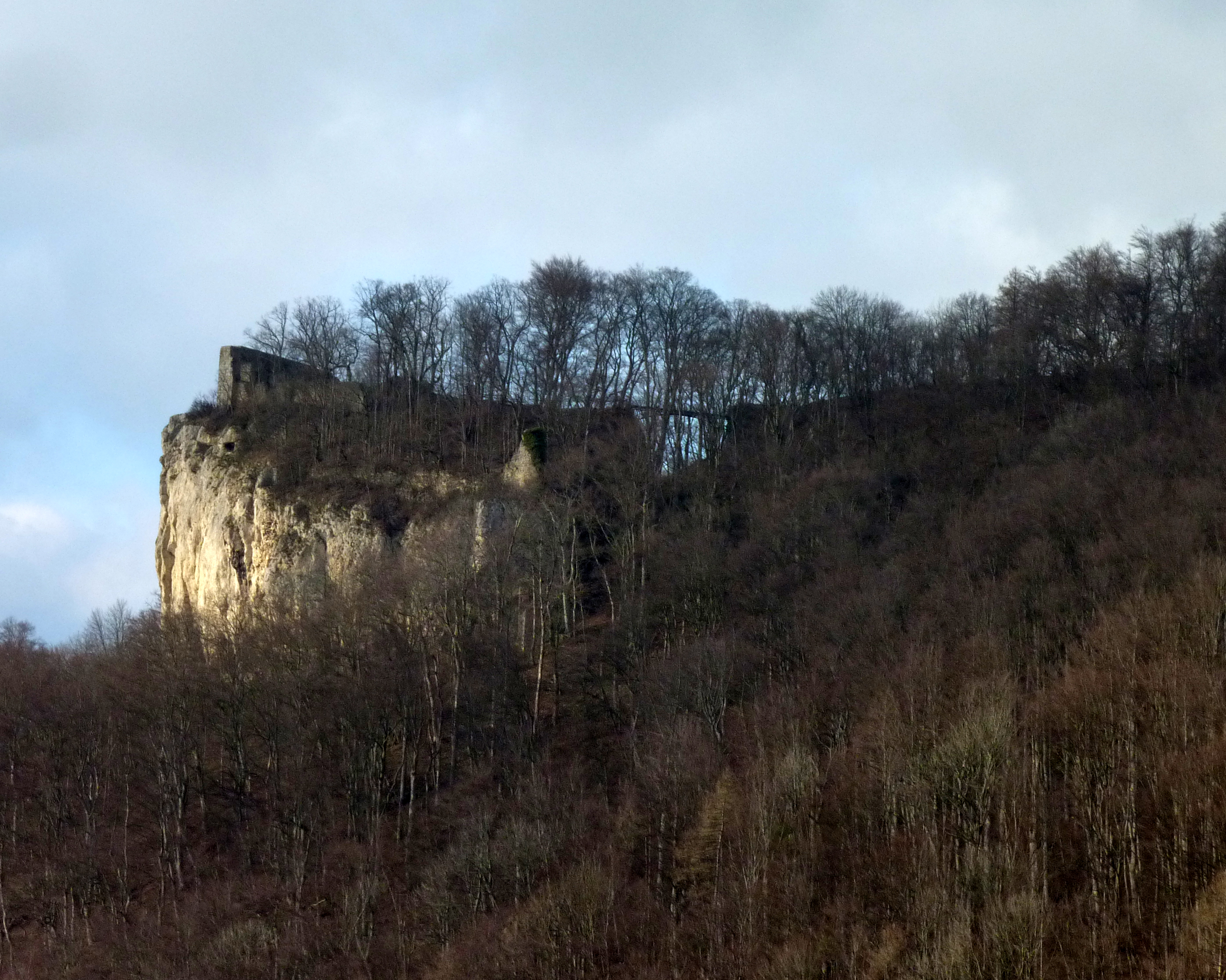
Blick aus Süden auf Ruine, Halsgraben und Eisenbrücke
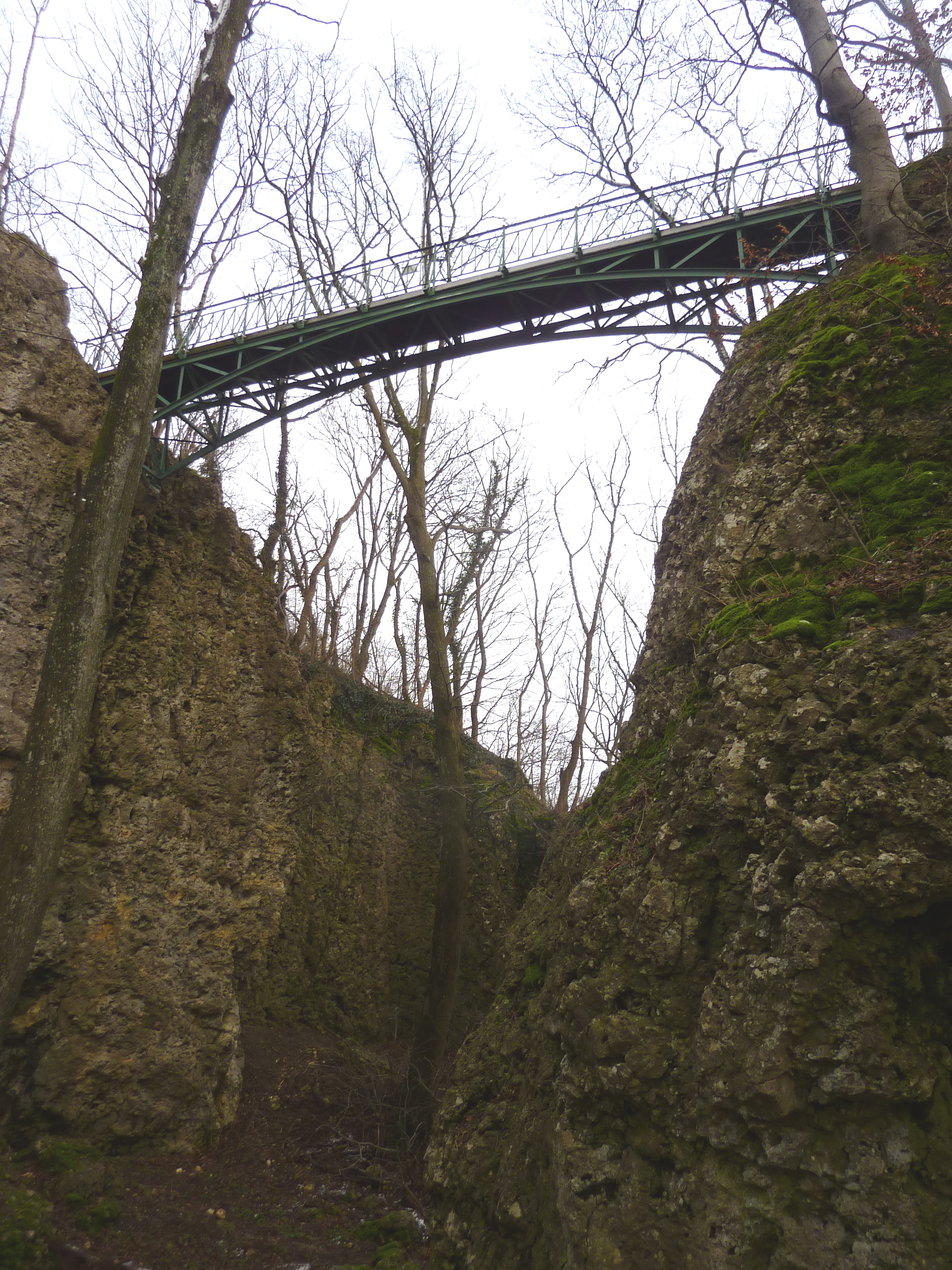
Der rund 20 Meter tiefe Halsgraben und die 1892 errichtete Eisenbrücke
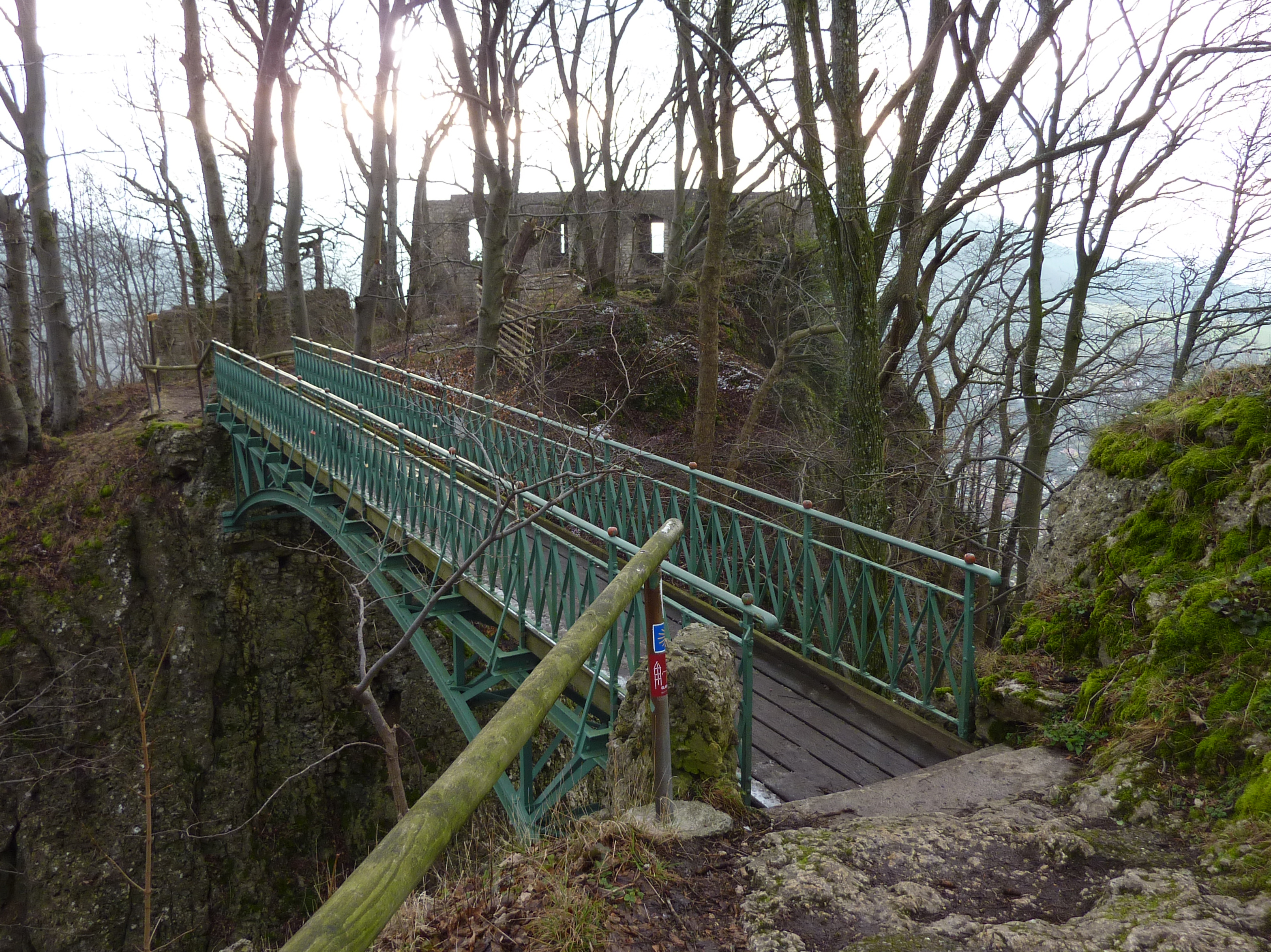
Blick über die Eisenbrücke zum Palas
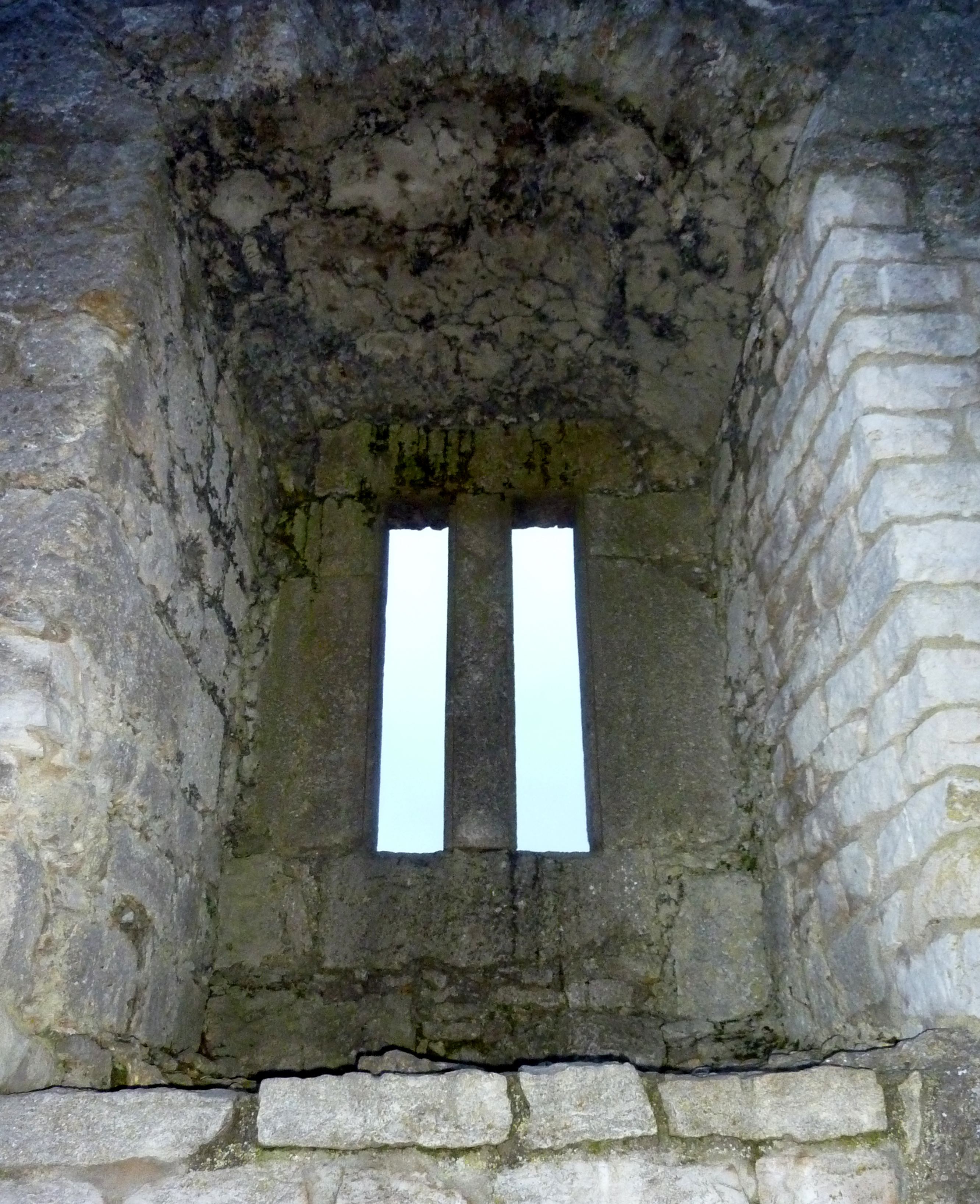
Mit einem Pfeiler geteiltes Fenster des Palas
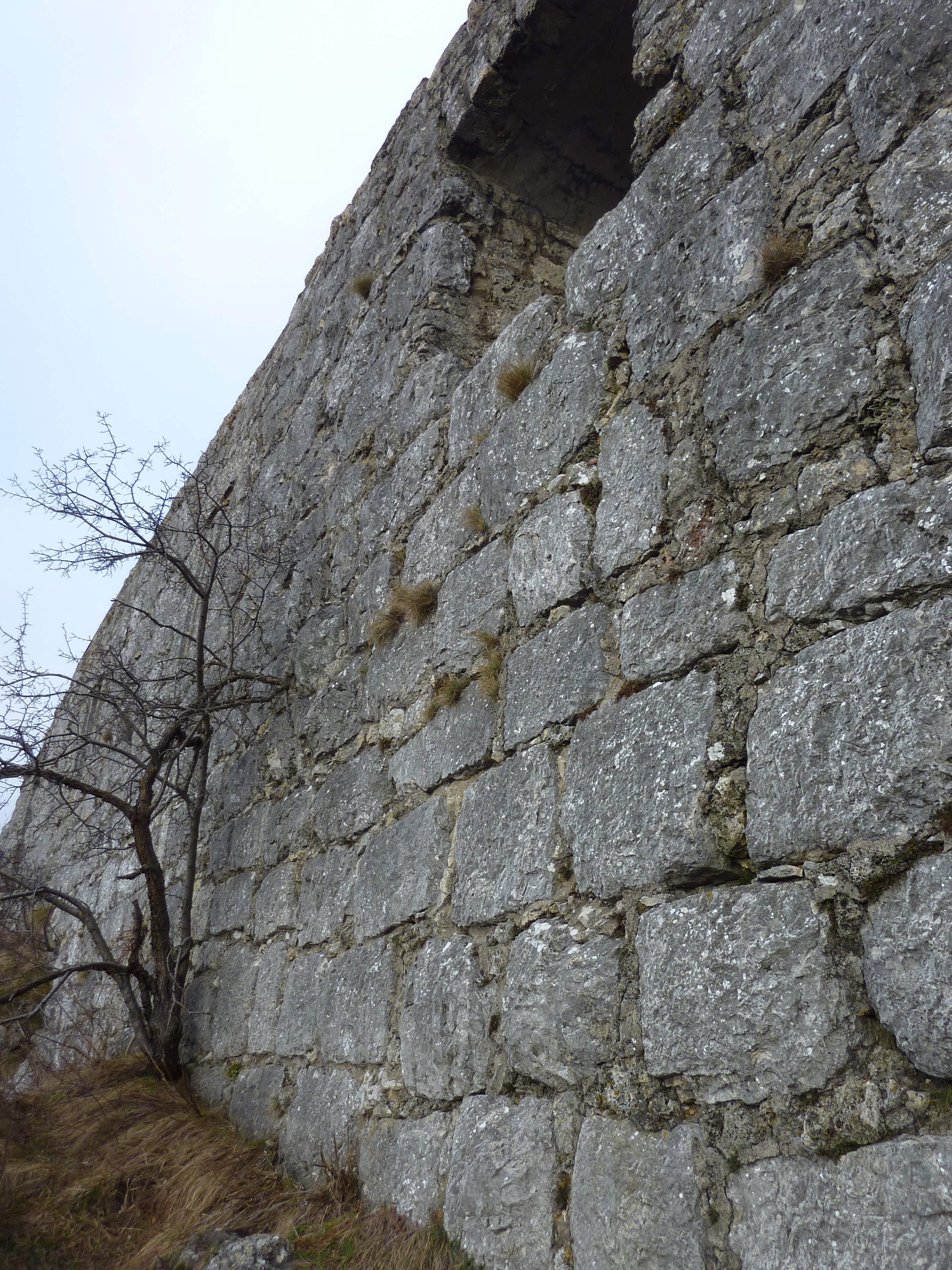
Außenseite der Westmauer des Palas mit Buckelquadern und glatt behauenen Tuffsteinen
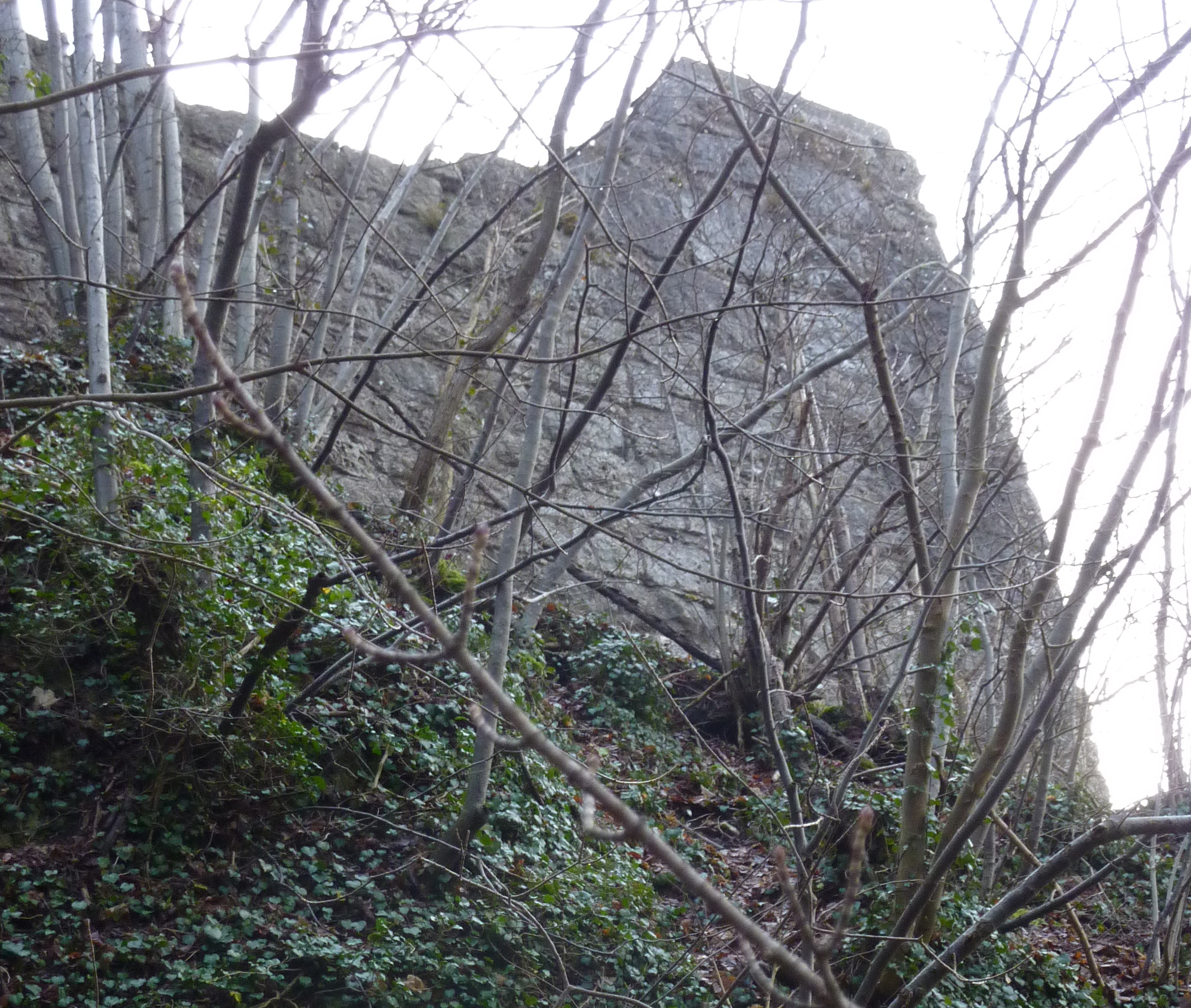
Die Nordmauer des Palas mit besser erhaltenen Buckelquadern ist schwer zugänglich
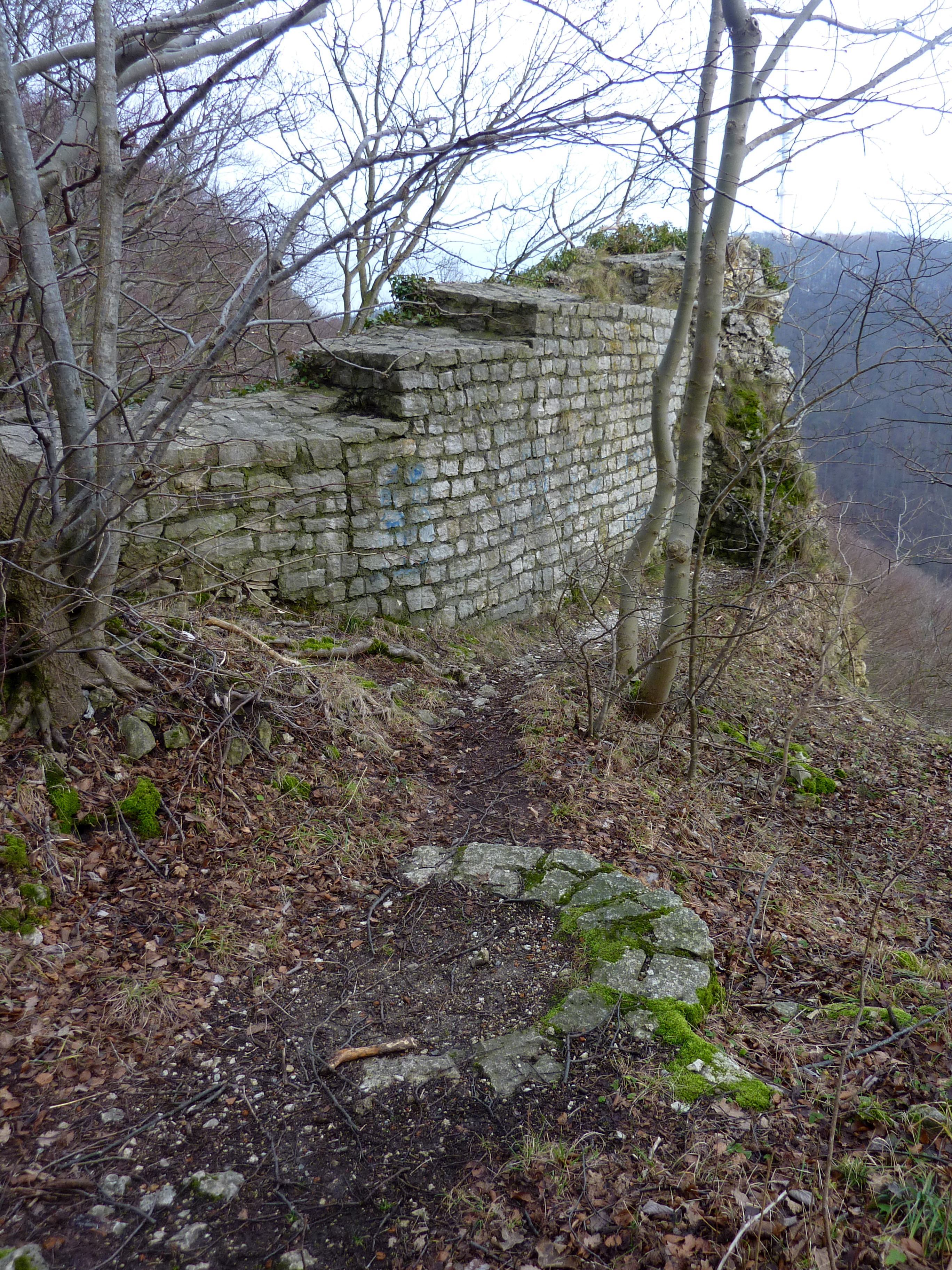
Rest der Umfassungsmauer der Unterburg mit Zisterne

## Sagen
Nach einer alten Volkssage soll eine kleine, weiße Frau auf dem Rosenstein gespukt haben. Man wagte es nicht sie anzusprechen, da sie Wanderer in die Irre geführt haben soll. Weiterhin berichten Sagen von einem „feurigen Jäger“ mit einem „feurigen Hund“. Er soll manchmal auf dem Bärenfelsen sichtbar gewesen sein und ständig  „ho, ho, ho!“ gerufen haben. Das Gespenst wurde auch das „feurige Männle“ genannt. Allerdings wurde die unheimliche Erscheinung schon Ende des 19. Jahrhunderts nicht mehr gesehen.